# 교황 클레멘스 5세
교황 클레멘스 5세(라틴어: Clemens PP. V, 이탈리아어: Papa Clemente V)는 제195대 교황(재위: 1305년 11월 14일 ~ 1314년 4월 20일)이다. 본명은 베르트랑 드 고트(프랑스어: Bertrand de Goth)이다. 그는 성전 기사단을 해산하고 교황청을 로마에서 아비뇽으로 이전하여 소위 아비뇽 유수라고 불리는 시기를 연 인물로 알려져 있다.

## 약력
프랑스 아키텐의 빌랑드로에서 태어난 베르트랑은 오를레앙과 볼로냐에서 교회법을 공부한 후 보르도 대성당의 참사회원이자 제의방지기였다가 리옹의 대주교인 그의 형을 보좌하는 총대리가 되었다. 1294년에 그의 형은 알바노의 주교급 추기경에 서임되었다. 이후 베르틀랑은 생베흑뜨헝드꼬망쥬의 교구장 주교가 되어 주교좌 성당을 크게 개축하고 화려하게 장식하였다. 1297년 교황 보니파시오 8세는 그를 보르도 대교구장에 임명하였다.

## 교황 선출
1304년 교황 베네딕토 11세가 선종한 후 페루자에서 콘클라베가 소집되었으나 프랑스파와 이탈리아파 추기경들이 거의 동수로 나뉘어 대립했기 때문에 사도좌 공석 기간이 거의 1년 동안 지속되었다. 베르트랑은 1305년 6월 교황으로 선출되어 클레멘스 5세가 되어 그 해 11월 14일 즉위하였다. 당시 그는 이탈리아인도 아니었고 추기경도 아니었다. 따라서 그가 선출된 배경에는 그가 중립적인 인물이었기 때문이었을 가능성이 있다. 동시대 연대기 작가 조반니 빌라니에 따르면, 생통주의 생장당젤리 수도원에 있을 당시 프랑스 왕 필리프 4세를 만나 안면을 튼 베르트랑을 교황으로 추대하자는 의견이 사전에 있었다고 한다. 이것이 사실이든 아니든 간에, 미래의 교황은 추기경들의 콘클라베에서 최종 결정되었다는 것은 분명하다.
보르도에 있던 베르트랑은 자신의 교황 선출 소식을 통보받고 이탈리아로 속히 오라는 촉구를 받았지만, 그는 프랑스의 리옹에서 즉위식을 갖기로 하였다. 그리하여 1305년 11월 14일 필리프 4세가 참석한 가운데 그의 교황 즉위식이 성대하게 거행되었다. 교황으로 즉위한 후 그가 한 첫 번째 활동은 9명의 프랑스인 추기경들을 서임한 일이었다. 클레멘스 5세의 즉위 축하 행사에서 브르타뉴 공작 장 2세가 군중 사이로 교황의 말을 내몰았는데, 이 때 너무 많은 군중이 담장 위로 몰려들었다. 그래서 결국 담장이 무게를 이기지 못하고 무너져 브르타뉴 공작이 깔리고 말았고, 공작은 그로부터 4일 후에 사망했다.

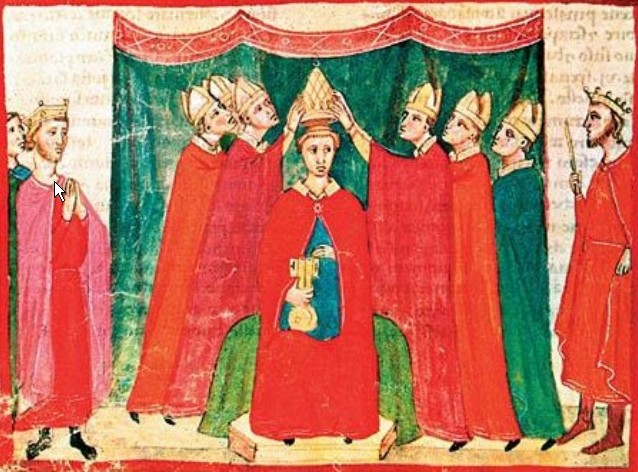
클레멘스 5세의 교황 즉위식

## 성전 기사단
1306년 초, 클레멘스 5세는 세속 정부가 교회와 상의 없이 성직자들에게 세금을 부과한 것을 금했던 보니파시오 8세의 칙서 《성직자와 평신도》(Clericis Laicos)는 물론 세속 통치자들에 대한 교황의 우위권을 강조하고 필리프 4세의 정책을 위협한 칙서 《거룩한 하나의 교회》(Unam sanctam)까지 사실상 무효화함으로써 전임 교황들의 정책을 완전히 뒤집었다.

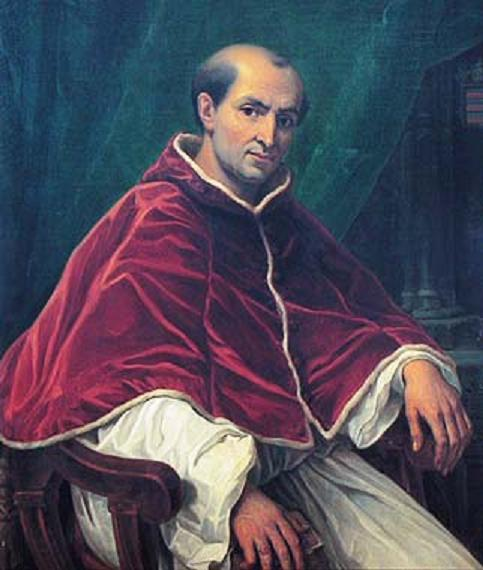
교황 클레멘스 5세의 초상화

1307년 10월 13일 금요일, 프랑스에서 성전 기사단 수백 명이 체포되었는데, 재정적인 문제를 해결하기 위함은 물론 왕권을 강화하고 왕을 중심으로 한 국가 관료체제를 능률적으로 운영하기 위해 취한 조치였다. 이 사건을 움직인 배후에는 필리프 4세가 있었지만, 클레멘스 5세 역시 이 사건과 관련해서 후세에 알려지게 되었다. 필리프 4세는 클레멘스 5세가 즉위한 직후부터 성전 기사단을 고리대금, 신용 팽창, 사기, 이단, 난행 및 권력 남용 등의 죄목으로 고발하였다. 교황은 성전 기사단원들을 교회 법정에 세우고자 했으나, 급성장한 프랑스 왕국이 교회의 판단을 기다리지 않고 국가 차원에서 자체적으로 재판을 진행하면서 교황은 점차 정치 무대에서 소외되어갔다.
이에 대해 클레멘스 5세의 심기는 대단히 불편하였으나 필리프 4세의 강압에 못 이겨 1311년 빈 공의회를 소집했다. 빈 공의회는 성전 기사단을 이단으로 단죄하지는 않았지만, 당시 기사단의 평판이 좋지 않았던 데다가 교황의 은행 및 동방으로 가는 순례자들의 보호자로서 그 효용성을 다했다고 판단하여 해산하기로 결정했다. 성전 기사단의 프랑스 재산은 구호 기사단에게 양도되었으나 필리프 4세는 죽는 순간까지 성전 기사단의 재산을 대놓고 무단 사용하였다.
성전 기사단원들에게 제기된 혐의들이 사실인지 여부는 역사상 가장 어려운 숙제 중의 하나로 남아 있다. 당시부터 많은 동시대인들은 표면적으로 내세운 명분 외에 이 강력한 기사단을 와해시키고자 하는 진짜 목적이 무엇일까 궁금해 했다. 그리고 대부분은 정치적 경제적 목적을 가장 유력한 배경으로 떠올렸다. 실제로 프랑스 왕은 성전 기사단을 제거할 이유와 목적을 충분히 갖고 있었다. 특히 기사단에게 많은 빚을 지고 있었기 때문에 경제적인 이유가 가장 큰 몫을 차지했을 것이다. 이와 비슷한 이유와 전략으로 필리프 4세는 이미 몇 년 전에 유대인들과 이탈리아 금융가들을 프랑스에서 몰아내고 그들의 재산을 차지한 전력이 있었다. 또 다른 동기로 필리프 4세는 예루살렘 성지 탈환 사명을 자신의 손으로 직접 이루고 싶어 했다. 이 목적을 위해 그는 이미 자신이 통제하고 지배할 수 있는 기사단을 새로 조직하고 있었다. 그의 통제권 밖에 있었고 강력한 명성과 부를 획득하고 있던 성전 기사단은 최우선적으로 제거해야 할 대상이었다. 게다가 당시 프랑스가 겪고 있던 고질적인 재정난과 물가상승 및 과도한 세금에 대한 불만을 잠재우기 위해 성전 기사단은 최적의 희생양이었던 것이다.

## 몽골과의 관계
클레멘스 5세는 중국의 복음화를 위해 이탈리아의 프란치스코회 선교사 조반니 다 몬테코르비노를 원나라의 수도 칸발리크(지금의 베이징)에 보냈다.
클레멘스 5세는 이슬람교에 맞서기 위해 프랑크-몽골 연합이 결성될 가능성을 모색하기 위해 몽골 제국과 간헐적으로 연락을 취하였다. 1305년 4월, 몽골의 일칸국 지도자 울제이투가 부스카렐로 데 지졸피를 주축으로 한 사절단을 클레멘스 5세와 프랑스 왕 필리프 4세, 잉글랜드 왕 에드워드 1세에게 파견했다. 1307년, 톰마소 우지 디 시에나가 이끈 또 다른 몽골의 사절단이 유럽의 군주들에게 파견되었다. 그렇지만 양측 간 군사 행동의 협조로 이어지지는 못해 수년 만에 동맹의 희망은 사라졌다.
1308년 클레멘스 5세는 거룩한 땅에서 맘루크를 몰아내기 위한 십자군 설교를 지시했다. 그 결과 1309년 7월 아비뇽 성문 앞에 일명 빈자의 십자군이 모여들었으며, 클레멘스 5세는 이들에게 대사를 내렸다. 십자군은 1310년 초에 길을 나섰으나 구호 기사단은 여기에 참여하지 않고 대신 동로마 제국으로부터 로도스섬을 탈취하였다. 한편 빈자의 십자군은 거룩한 땅에 당도하지 못하여 궁극적으로 원정은 실패하였다.

## 교황청 이전
1309년 3월 교황청은 지난 4년 간 머물렀던 푸아티에에서 아비뇽과 가까운 브나스크 백작령으로 이전하였다. 당시 브나스크 백작령은 프랑스의 영토가 아니라 시칠리아 국왕이 신성 로마 제국 황제로부터 받은 봉토였다.
프랑스 측은 로마가 로마 귀족들의 알력과 그들의 무장 민병대 수준이 밑바닥으로 떨어지고, 로마 교구의 주교좌 성당인 산 조반니 인 라테라노 대성전이 화재로 전소되는 등 치안이 불안정하고 위험한 곳이기 때문에 안전을 근거로 내세워 브나스크 백작령의 사실상 수도라고 할 수 있는 카르팡트라로의 이전을 정당화하였다.
그러나 교황청의 이전은 이탈리아의 시인 페트라르카가 고대 유대인이 바빌론에 강제 이수된 바빌론 유수에 비유해 아비뇽 유수(1309–1377)라고 부른 시기의 전조로서, ‘왕들의 아버지’에 비유될 정도로 강력했던 교황권이 쇠퇴의 길목에 이르렀음을 알려주는 신호였다. 이 아비뇽 유수는 속권이 교권을 장악한 중세 시대의 한 현상이라고 볼 수 있다.
클레멘스 5세의 치세는 이탈리아에 있어서도 비참한 시절이었다. 교황령은 세 명의 추기경이 교황 대리로 통치권을 위임받았으나 수도 로마는 콜론나 가문과 오르시니 가문이 다툼을 벌이는 전장터로 돌변하여 제대로 통제할 수가 없었다. 1301년 독일 왕 하인리히 7세가 이탈리아에 입성해 밀라노에 황제 대리로 비스콘티 가문을 내세웠고, 1312년 클레멘스 5세의 대리에 의해 황제관을 수여받아 신성 로마 제국 황제로 등극하였으나 1313년 시에나 인근에서 사망하였다.
페라라가 에스테 가문이 배제된 채 교황령에 흡수 통합되면서 교황군이 베네치아 및 에스테 가문과 충돌하였다. 파문과 성무 금지령에도 불구하고 별다른 효과가 없자 클레멘스 5세는 1309년 5월 베네치아를 상대로 한 십자군을 역설하면서 전쟁터에서 사로잡은 베네치아인은 비그리스도인들처럼 노예로 사고팔 수 있다고 선언했다.

## 말년과 죽음
클레멘스 5세 치세의 또 한 가지 주목할 만한 사건으로는 롬바르디아의 돌치노파를 이단으로 단죄한 것과 1313년 클레멘스 교령집을 공포한 것이었다.
클레멘스 5세는 1314년 4월 20일 선종하였다. 그의 무덤은 생전 유언에 따라 생가인 빌랑드로와 가까운 위제스트에 조성되었다.